# Sarcophaga canadensis
Sarcophaga canadensis är en tvåvingeart som beskrevs av Hall 1929. Sarcophaga canadensis ingår i släktet Sarcophaga och familjen köttflugor. Inga underarter finns listade i Catalogue of Life.